# Plaine d'Argentan
La plaine d'Argentan (ou campagne d'Argentan) est un pays de Normandie situé dans le centre-nord du département de l'Orne.
C'est une plaine céréalière entourant le nord, l'ouest et le sud de la ville d'Argentan, bordée au nord par la campagne de Falaise, à l'ouest par le pays d'Houlme (bocage normand), au sud par la campagne d'Alençon, au nord-est par le pays d'Auge et à l'est par le pays d'Ouche. Elle assure la continuité des plaine de Caen et campagne de Falaise dans la plaine de Normandie.